# نيلوري
نيلوري واحدة من سلالات البقر من أصل (زيبو) جائت أصلا من الهند إلى البرازيل من منطقة تسمى ولاية أندرا براديش وتتميز هذه السلالة بحدبه الكبيرة فوق الكتف والرقبة. لها سيقان طويلة والتي تساعدها على السير في المياه.

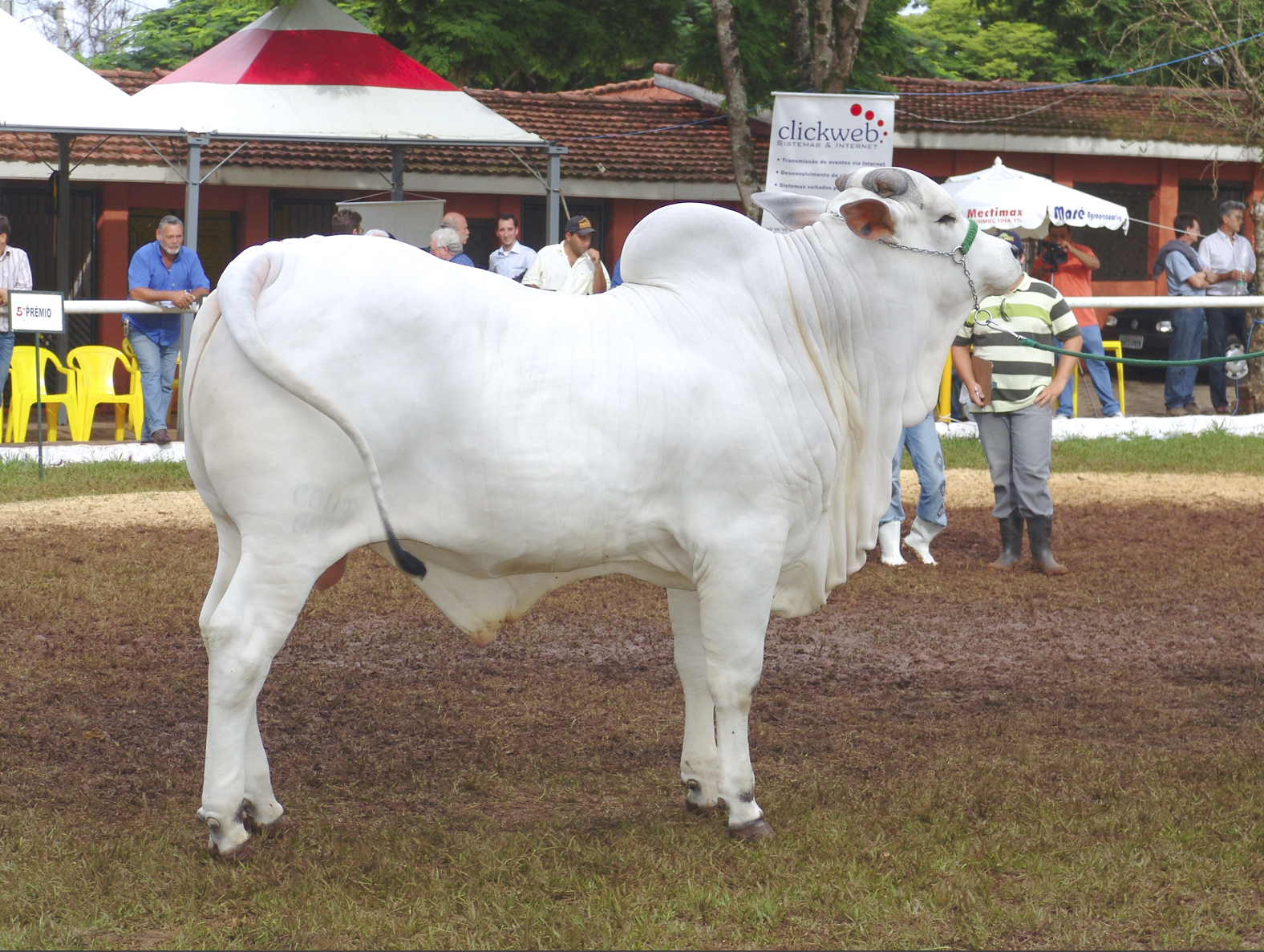
سلالة النيلوري - ثور - البرازيل

و تتكيف هذه السلالة مع كل أنواع المناخ ما عدا المناخ البارد جدا. تعتبر مقاومه للاجواء الحارة وتقاوم مختلف الامراض والطفيليات. تعتبر البرازيل أكبر مربي لهذه السلالة وتتميز بأصغر آذان من السلالات الأخرى.
(الرابطة البرازيليه للمربي الزيبو) تقوم على الحفاظ على هذه السلالة وتنظم معارض سنوية للمنتجين لعرض أفضل السلالات وتحسينها وراثياً.

## وصلات خارجية
- النيلوري معلومات إضافية